# آرژنینو سوکسینات لیاز
آنزیم آرژینینو سوکسینات لیاز که با نام آرژینینو سوکسیناز نیز شناخته می‌شود، نوعی آنزیم است که تجزیه برگشت‌پذیر آرژینینو سوکسینات را که به تولید آرژینین و فومارات می‌انجامد را کاتالیز می‌کند. این آنزیم که در سیتوزول سلول‌های کبد قرار دارد، چهارمین آنزیم چرخه اوره بوده و در بیوسنتز آرژینین در تمام موجودات و نیز تولیداوره در موجودات اورئوتلیک نقش دارد. جهش در این آنزیم که کاهش فعالیت آن را به دنبال دارد، باعث افزایش سطح اوره در خون و بروز عوراض گوناگونی می‌شود. ژن این آنزیم بر روی کروموزوم ۷ قرار دارد.